# 고정닉

디시인사이드 기본 고정닉 로고

고정닉과 반고정닉 로고 비교. 고정닉은 노란색 배지가 있다.

고정닉(고정 + 닉네임)은 로그인을 했으며 동일한 닉네임이 없는 것으로 확인된 사용자이다. 줄여서 고닉이라고도 부르며, 반대로는 반고정닉과 유동닉이 있다. 디시인사이드에서는 일반 고정닉(14세 이상)과 어린이 고정닉(14세 미만)이 있는데, 어린이 고정닉을 신청하려면 부모가 번호 인증을 해야 한다.

## 상세
다른 사람이 같은 닉네임을 사용하는 것을 막을 수 있게 한다. 예를 들어, 자신이 '위키백과'라는 닉네임이 없는 상태에서 생성한다면 계정을 탈퇴하기 전까지는 아무도 그 닉네임을 사용할 수 없게 된다. 즉, 사칭을 방지할 수 있게 되는 것이다. 예전에는 공백 특수문자를 이용해 시스템상으로는 다르지만 보기에는 같은 닉네임을 만들어 사칭할 수 있었지만, 지금은 고쳐진 것으로 확인된다.

## 반고정닉과 비교
반고정닉과 비슷하지만 중복 확인이 된 것이 특징으로, 계정을 만들고 고정닉 선택을 하면 중복 검사를 거친 뒤 적용된다. 이런 이유와 '디시인사이드 유일 닉네임'이라는 것에 고정닉을 많이 선택한다.

## 같이 보기
- 등록 사용자
- 디시인사이드
- 디시인사이드의 용어
- 반고정닉
- 유동닉